# Сборная Испании по футболу
Сбо́рная Испа́нии по футбо́лу (исп. Selección de fútbol de España) — команда, представляющая Испанию на международных соревнованиях по футболу. Управляющая организация — Королевская испанская футбольная федерация. Федерация является членом ФИФА с 1913 года, членом УЕФА с 1954 года. Сборная считается одной из ведущих команд Европы и мира: в активе сборной Испании — четыре титула чемпионов Европы 1964, 2008, 2012 и 2024 годов (Испания стала первой командой Европы, защитившей титул) и титул чемпионов мира 2010 года (11 июля 2010 года сборная победила в финале команду Нидерландов со счётом 1:0). Испания — пятая европейская сборная (после Италии, Германии, Англии и Франции), становившаяся чемпионом мира, и четвёртая европейская сборная (после Италии, Германии и Франции), которая выигрывала чемпионат мира и чемпионат Европы.
В июле 2008 года Испания достигла первой строчки рейтинга сборных ФИФА, став первой командой в истории, которая при этом ни разу не выиграла чемпионат мира по футболу. По состоянию на 4 апреля 2024 года сборная в рейтинге ФИФА занимает 8-е место.
Наибольшее количество матчей за сборную сыграл Серхио Рамос — 180 матчей; лучший бомбардир сборной — Давид Вилья (59 мячей).

## История

### Ранние годы
Следуя модели Футбольной ассоциации Англии, в 1909 году Испания создала свою собственную организацию — Королевскую федерацию футбола Испании. Дебют сборной Испании состоялся на Олимпийских играх в Антверпене в 1920 году, где команда завоевала серебро. Первый домашний международный матч сборная провела в 1921 году с Бельгией, победив со счётом 2:0. На чемпионате мира 1934 года в Италии команда дошла до 1/4 финала.

### 4-е место на чемпионате мира 1950
После Испанской гражданской войны и Второй мировой войны, на чемпионате мира 1950 года, сборная одержала успешную победу в отборочном и групповом этапах, попав в финальную группу, наряду с Уругваем, Бразилией и Швецией. По регламенту проведения 1950 года, золото получала команда, занявшая первое место в финальной группе; серебро и бронзу — соответственно команды занявшие второе и третье место в группе. Тогда сборная Уругвая второй раз выиграла золото. Испания, уступив Бразилии (1:6) и Швеции (1:3), и сыграв со сборной Уругвая вничью (2:2), заняла 4-е место в группе. Это было лучшее выступление Испании на чемпионатах мира до 2010 года. После этого последовал длительный перерыв, и только в 1962 году сборная опять смогла пройти квалификацию на участие в чемпионате мира.

### Победа на чемпионате Европы 1964
Под руководством Хосе Вильялонги команда принимала у себя чемпионат Европы, победив в финале сборную СССР и впервые получив столь значительный международный титул. В финале в Мадриде мячи забили Хесус Мария Переда и Марселино. 6 испанцев были включены в символическую сборную турнира.

### 1976—1988. Эпоха Гордильо
Чемпионат мира 1966 года для триумфаторов континентального первенства обернулся провалом: уступив аргентинцам и западным немцам, испанские футболисты не вышли из группы. Далее до 1978 года команде не удавалось принять участие в мировом турнире. Вновь на групповом этапе всё и закончилось. В 1976 году Испанию избрали местом проведения чемпионата мира 1982 года. Сборная не оправдала надежд, дойдя только до второго круга соревнования. Чемпионат Европы 1984 года принёс команде титул вице-чемпиона, когда Испания проиграла в финале хозяевам и фаворитам турнира — сборной Франции. Приняв участие в мировом первенстве 1986 года, Испания второй раз дошла до четвертьфинала.

### 1985—1998. Эпоха Субисарреты
Пройдя групповой этап чемпионата мира 1990 года, сборная остановилась на 1/8 финала. Неудача с выходом на чемпионат Европы 1992 года компенсировалась золотой медалью на Олимпийских играх в Барселоне. В третий раз Испании удалось дойти до четвертьфинала чемпионата мира в 1994 году. Тот же результат команда повторила двумя годами позже на Евро-1996. Чемпионат мира 1998 года закончился для Испании на групповом этапе.

### 2008—2012. Золото чемпионатов Европы и мира

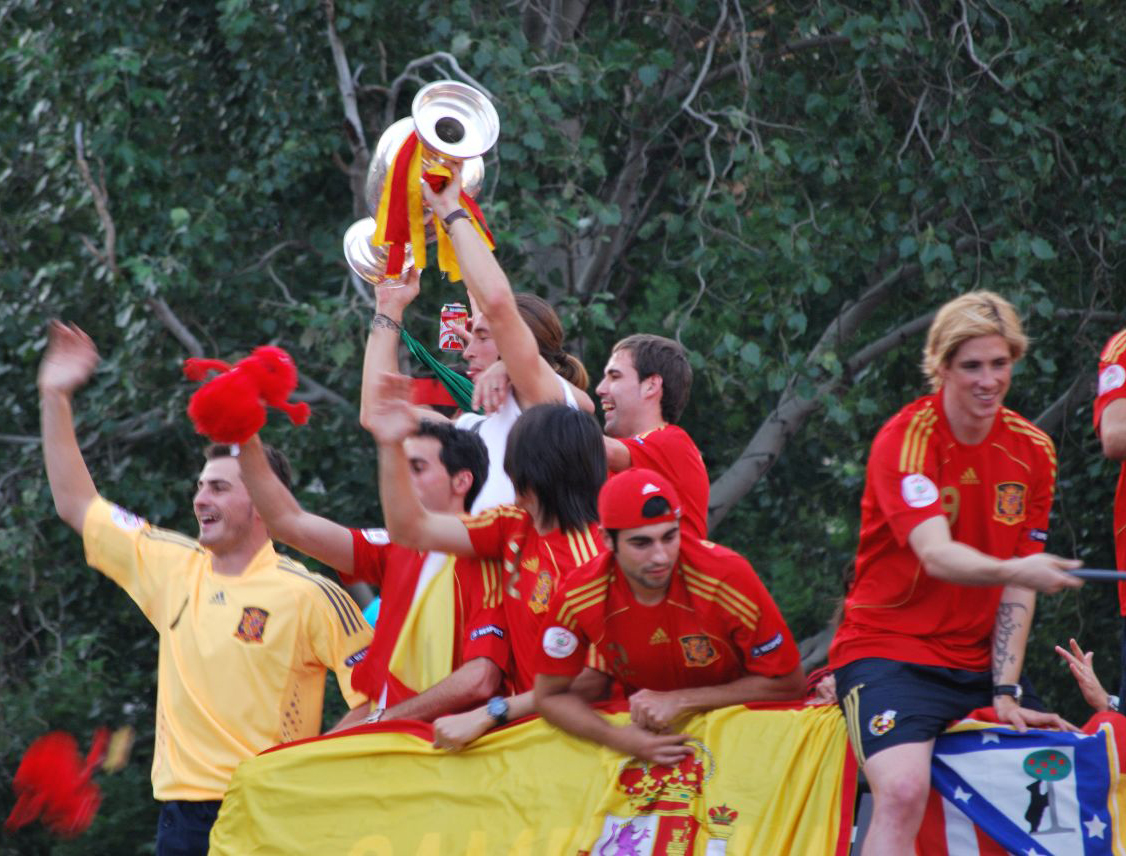
Испанцы празднуют победу на Евро-2008

Настоящим праздником для национальной команды Испании стала победа на чемпионате Европы 2008 года, когда сборная в финале в Вене обыграла Германию со счётом 1:0. Победный мяч забил Фернандо Торрес. Хави был признан лучшим игроком турнира, а Давид Вилья стал лучшим бомбардиром (4 мяча). Это стало самым знаменательным достижением Испании после победы 1964 года. Главным тренером испанцев на Евро-2008 был 69-летний Луис Арагонес.

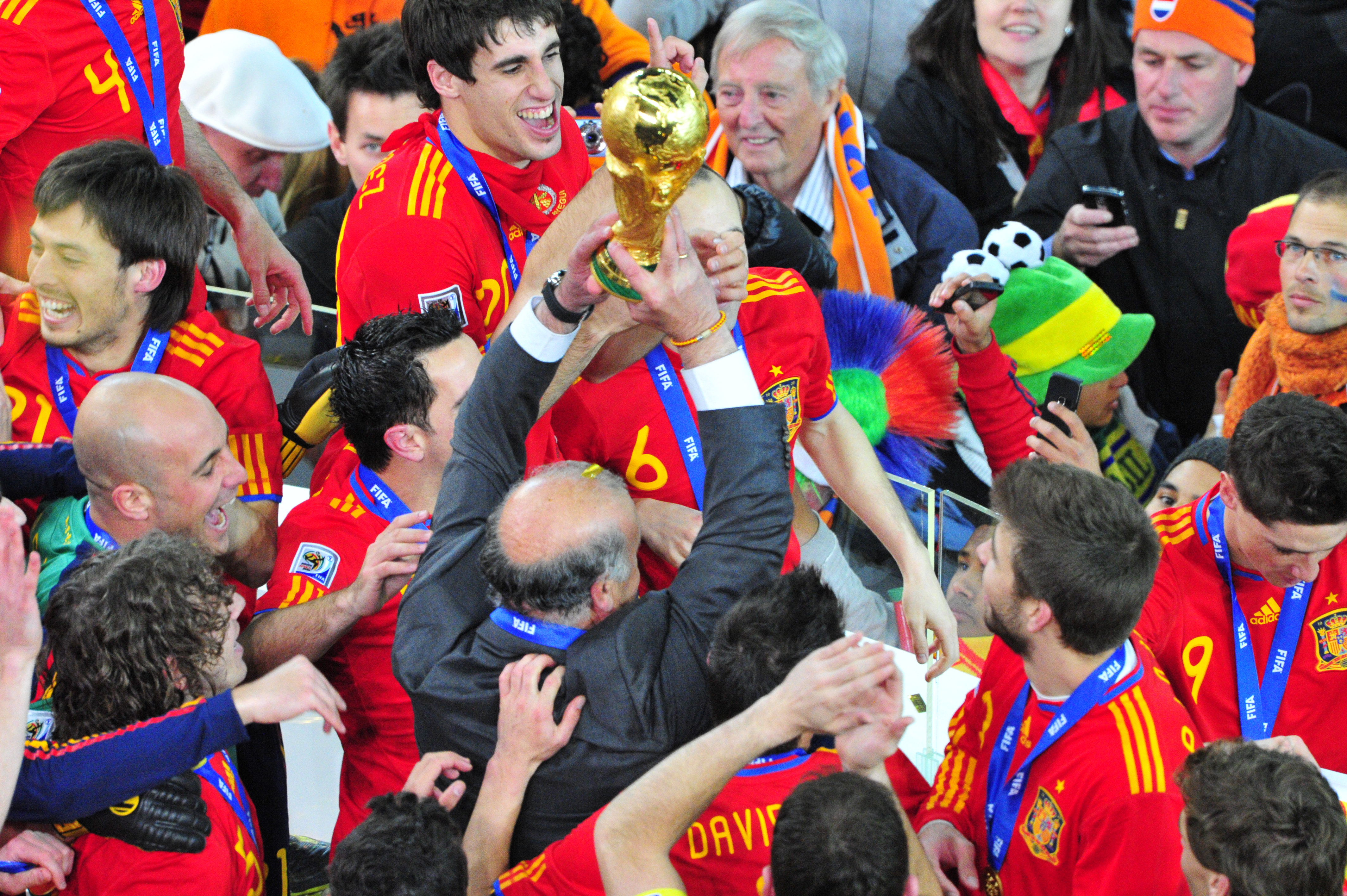
Кубок мира в руках Висенте дель Боске. 11 июля 2010 года

В стартовом матче группового этапа чемпионата мира 2010 года против сборной Швейцарии испанцы под руководством Висенте дель Боске сенсационно уступили со счётом 0:1, хотя на протяжении всей игры владели преимуществом, нанеся 23 удара по воротам альпийцев. После этой осечки сборная стала играть лучше от матча к матчу и впервые в своей истории вышла в финал чемпионата мира, где в Йоханнесбурге со счётом 1:0 обыграла сборную Нидерландов, став чемпионом мира. Гол на 116-й минуте забил Андрес Иньеста, признанный лучшим игроком финала. При этом испанцы выиграли все 4 матча плей-офф со счётом 1:0. Шесть испанцев были включены в символическую сборную турнира.
В полуфинале Евро-2012 в Донецке сборная Испании лишь в серии пенальти прошла команду Португалии, но затем в финале в Киеве разгромила сборную Италии со счётом 4:0, попутно установив рекордный счёт в истории финалов чемпионатов Европы. Лучшим игроком финального матча и турнира был признан Андрес Иньеста. Испания стала первой сборной, ставшей два раза подряд чемпионом Европы (2008, 2012), и выигравшей последовательно три основных чемпионата (ЧЕ-2008, ЧМ-2010, ЧЕ-2012). Также полностью изменилась репутация Испании в мире футбола, с начала 2010-х сборная рассматривается как одна из сильнейших команд мира.

### 2014—2022. Спад

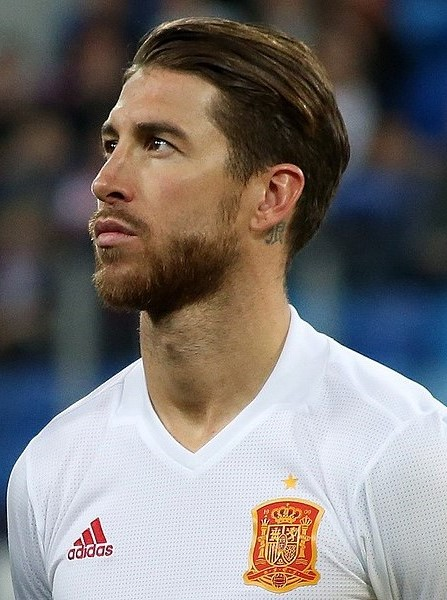
Защитник Серхио Рамос — рекордсмен сборной по количеству матчей

Сборная без труда вышла на чемпионат мира 2014 года, где попала в «группу смерти» B: к финалистам прошлого мирового первенства голландцам, чилийцам, с которыми встречалась также на чемпионате мира в ЮАР, и австралийцам.
На чемпионате мира 2014 сборная Испании установила новый рекорд мировых первенств. 31 мая 2014 года Висенте дель Боске объявил окончательную заявку сборной Испании. Из 23 футболистов, заявленных на ЧМ-2014, 16 принимали участие в прошлом чемпионате мира 2010 года. До этого рекорд принадлежал сборным США (14 участников прошлого мундиаля в 1998) и Франции (14 участников прошлого мундиаля в 2002). В стартовом матче группового этапа чемпионата мира 2014 года против сборной Нидерландов действующие чемпионы мира и Европы были сенсационно разгромлены со счётом 1:5, причём четыре мяча в ворота испанцев были забиты во втором тайме всего за 27 минут. До этого матча сборная не пропускала больше четырёх мячей в одной игре ровно 51 год. Последний раз это произошло 13 июня 1963 года, тогда «красная фурия» уступила в товарищеском матче сборной Шотландии со счётом 2:6. Во втором матче группового этапа против сборной Чили, испанцы вновь потерпели поражение (на этот раз со счётом 0:2) и досрочно сложили с себя полномочия чемпионов мира, окончательно потеряв все шансы на выход в 1/8 финала. Испания стала первым в истории чемпионом мира, который на следующем мундиале проиграл обе первые встречи. За эти два проигранных матча Испания забила всего один мяч (с пенальти). В последнем групповом матче испанцы разгромили сборную Австралии со счётом 3:0 и покинули чемпионат мира, не выйдя из группы.
На чемпионате Европы 2016 года Испания победила Чехию (1:0) и Турцию (3:0), но проиграла Хорватии (1:2) и заняла второе место в группе. В 1/8 финала «Красная фурия» проиграла сборной Италии (0:2) и выбыла из турнира. Главный тренер Висенте дель Боске ушёл в отставку и объявил о завершении тренерской карьеры.
Новым главным тренером сборной Испании был назначен Хулен Лопетеги. Он вывел сборную на чемпионат мира 2018. Однако незадолго до старта турнира стало известно, что Лопетеги по окончании чемпионата станет главным тренером мадридского «Реала», и 13 июня 2018 года, накануне старта чемпионата, Лопетеги был уволен с поста главного тренера сборной. Возглавил команду Фернандо Йерро. Сборная Испании вышла из группы B с первого места, сыграв вничью с Португалией (3:3), обыграв Иран (1:0) и поделив очки с Марокко (2:2). Соперником испанцев по 1/8 финала стала сборная России. Основное и дополнительное время закончились вничью (1:1), а в серии пенальти футболисты сборной Испании Коке и Яго Аспас не реализовали свои одиннадцатиметровые удары. В результате Испания проиграла серию пенальти и выбыла с турнира.
8 июля 2018 года Фернандо Йерро подал в отставку. А 9 июля Федерация футбола Испании назначила главным тренером сборной Луиса Энрике, с которым был заключён двухлетний контракт. 19 июня 2019 года Луис Энрике ушёл из сборной «по личным причинам», вместо него главным тренером был назначен его ассистент Роберт Морено.
Оправившись от семейной трагедии, 19 ноября Луис Энрике вернулся на пост главного тренера национальной сборной, которая под руководством Морено квалифицировалась на Евро 2020. Испанцы сыграли вничью со Швецией (0:0) и Польшей (1:1), а затем разгромили Словакию (5:0) и вышли из группы E со второго места. В 1/8 финала испанцы в драматичном матче в дополнительное время обыграли Хорватию (5:3). В четвертьфинале Испанцы обыграли Швейцарию (1:1) по серии пенальти со счётом 3:1. В полуфинале проиграли будущим Чемпионам Европы — сборной Италии (1:1) по серии пенальти со счётом 4:2, таким образом став Бронзовым призёром турнира.
На ЧМ-2022 сборная Испании заняла второе место в группе F, где также играли сборные Японии (1:2), Германии (1:1) и Коста-Рики (7:0). В 1/8 финала сенсационно уступили сборной Марокко (0:0, 0:3 по пенальти). После этого Луис Энрике подал в отставку.

### С 2023 года
Под руководством нового тренера Луиса де ла Фуэнте сборная Испании приняла участие в финальной стадии Лиги наций УЕФА 2022/23, куда она вышла с первого места из группы с Португалией, Швейцарией и Чехией. В полуфинале они обыграли сборную Италии со счётом 2:1 и вышли в финал, в котором их соперником стала сборная Хорватии. Основное и дополнительное время закончились со счётом 0:0, а в серии пенальти испанцы оказались сильнее (5:4), в итоге взяв первый трофей впервые за 11 лет.
На чемпионате Европы 2024 года испанцы, не проиграв ни одного матча, вышли в финал турнира. Обыграв англичан сборная Испании в четвёртый раз в своей истории взяла кубок чемпионов Европы.

## История выступления на международных турнирах
| Год   | Раунд                    | Место                    | И                        | В                        | Н*                       | П                        | РМ                       |                          |
| ----- | ------------------------ | ------------------------ | ------------------------ | ------------------------ | ------------------------ | ------------------------ | ------------------------ | ------------------------ |
| 1930  | Не участвовали           | Не участвовали           | Не участвовали           | Не участвовали           | Не участвовали           | Не участвовали           | Не участвовали           | Не участвовали           |
| 1934  | Четвертьфинал            | 5                        | 3                        | 1                        | 1                        | 1                        | 4-3                      |                          |
| 1938  | Не участвовали           | Не участвовали           | Не участвовали           | Не участвовали           | Не участвовали           | Не участвовали           | Не участвовали           | Не участвовали           |
| 1950  | 4-е место                | 4                        | 6                        | 3                        | 1                        | 2                        | 10-12                    |                          |
| 1954  | Не прошли квалификацию   | Не прошли квалификацию   | Не прошли квалификацию   | Не прошли квалификацию   | Не прошли квалификацию   | Не прошли квалификацию   | Не прошли квалификацию   | Не прошли квалификацию   |
| 1958  | Не прошли квалификацию   | Не прошли квалификацию   | Не прошли квалификацию   | Не прошли квалификацию   | Не прошли квалификацию   | Не прошли квалификацию   | Не прошли квалификацию   | Не прошли квалификацию   |
| 1962  | Групповой этап           | 12                       | 3                        | 1                        | 0                        | 2                        | 2-3                      |                          |
| 1966  | Групповой этап           | 10                       | 3                        | 1                        | 0                        | 2                        | 4-5                      |                          |
| 1970  | Не прошли квалификацию   | Не прошли квалификацию   | Не прошли квалификацию   | Не прошли квалификацию   | Не прошли квалификацию   | Не прошли квалификацию   | Не прошли квалификацию   | Не прошли квалификацию   |
| 1974  | Не прошли квалификацию   | Не прошли квалификацию   | Не прошли квалификацию   | Не прошли квалификацию   | Не прошли квалификацию   | Не прошли квалификацию   | Не прошли квалификацию   | Не прошли квалификацию   |
| 1978  | Групповой этап           | 10                       | 3                        | 1                        | 1                        | 1                        | 2-2                      |                          |
| 1982  | Второй раунд             | 9                        | 5                        | 1                        | 2                        | 2                        | 4-5                      |                          |
| 1986  | Четвертьфинал            | 5                        | 5                        | 3                        | 1                        | 1                        | 11-4                     |                          |
| 1990  | 1/8 финала               | 12                       | 4                        | 2                        | 1                        | 1                        | 6-4                      |                          |
| 1994  | Четвертьфинал            | 8                        | 5                        | 2                        | 2                        | 1                        | 10-6                     |                          |
| 1998  | Групповой этап           | 18                       | 3                        | 1                        | 1                        | 1                        | 8-4                      |                          |
| 2002  | Четвертьфинал            | 5                        | 5                        | 3                        | 2                        | 0                        | 10-5                     |                          |
| 2006  | 1/8 финала               | 14                       | 4                        | 3                        | 0                        | 1                        | 9-4                      |                          |
| 2010  | Чемпион                  | 1                        | 7                        | 6                        | 0                        | 1                        | 8-2                      |                          |
| 2014  | Групповой этап           | 23                       | 3                        | 1                        | 0                        | 2                        | 4-7                      |                          |
| 2018  | 1/8 финала               | 10                       | 4                        | 1                        | 3                        | 0                        | 7-6                      |                          |
| 2022  | 1/8 финала               | 13                       | 4                        | 1                        | 2                        | 1                        | 9-3                      |                          |
| 2026  | Будет определено позднее | Будет определено позднее | Будет определено позднее | Будет определено позднее | Будет определено позднее | Будет определено позднее | Будет определено позднее | Будет определено позднее |
| 2030  | Будет определено позднее | Будет определено позднее | Будет определено позднее | Будет определено позднее | Будет определено позднее | Будет определено позднее | Будет определено позднее | Будет определено позднее |
| Всего | 16/22                    | 1 титул                  | 67                       | 31                       | 17                       | 19                       | 108-75                   |                          |

| Год   | Раунд                                                           | Место                                                           | И                                                               | В                                                               | Н*                                                              | П                                                               | РМ                                                              |                                                                 |
| ----- | --------------------------------------------------------------- | --------------------------------------------------------------- | --------------------------------------------------------------- | --------------------------------------------------------------- | --------------------------------------------------------------- | --------------------------------------------------------------- | --------------------------------------------------------------- | --------------------------------------------------------------- |
| 1960  | Отказались играть на стадии 1/4 финала по политическим причинам | Отказались играть на стадии 1/4 финала по политическим причинам | Отказались играть на стадии 1/4 финала по политическим причинам | Отказались играть на стадии 1/4 финала по политическим причинам | Отказались играть на стадии 1/4 финала по политическим причинам | Отказались играть на стадии 1/4 финала по политическим причинам | Отказались играть на стадии 1/4 финала по политическим причинам | Отказались играть на стадии 1/4 финала по политическим причинам |
| 1964  | Чемпион                                                         | 1                                                               | 2                                                               | 2                                                               | 0                                                               | 0                                                               | 4-2                                                             |                                                                 |
| 1968  | Не прошли квалификацию                                          | Не прошли квалификацию                                          | Не прошли квалификацию                                          | Не прошли квалификацию                                          | Не прошли квалификацию                                          | Не прошли квалификацию                                          | Не прошли квалификацию                                          | Не прошли квалификацию                                          |
| 1972  | Не прошли квалификацию                                          | Не прошли квалификацию                                          | Не прошли квалификацию                                          | Не прошли квалификацию                                          | Не прошли квалификацию                                          | Не прошли квалификацию                                          | Не прошли квалификацию                                          | Не прошли квалификацию                                          |
| 1976  | Не прошли квалификацию                                          | Не прошли квалификацию                                          | Не прошли квалификацию                                          | Не прошли квалификацию                                          | Не прошли квалификацию                                          | Не прошли квалификацию                                          | Не прошли квалификацию                                          | Не прошли квалификацию                                          |
| 1980  | Групповой этап                                                  | 7                                                               | 3                                                               | 0                                                               | 1                                                               | 2                                                               | 2-4                                                             |                                                                 |
| 1984  | Финалист                                                        | 2                                                               | 5                                                               | 1                                                               | 3                                                               | 1                                                               | 4-5                                                             |                                                                 |
| 1988  | Групповой этап                                                  | 6                                                               | 3                                                               | 1                                                               | 0                                                               | 2                                                               | 3-5                                                             |                                                                 |
| 1992  | Не прошли квалификацию                                          | Не прошли квалификацию                                          | Не прошли квалификацию                                          | Не прошли квалификацию                                          | Не прошли квалификацию                                          | Не прошли квалификацию                                          | Не прошли квалификацию                                          | Не прошли квалификацию                                          |
| 1996  | Четвертьфинал                                                   | 6                                                               | 4                                                               | 1                                                               | 3                                                               | 0                                                               | 4-3                                                             |                                                                 |
| 2000  | Четвертьфинал                                                   | 5                                                               | 4                                                               | 2                                                               | 0                                                               | 2                                                               | 7-7                                                             |                                                                 |
| 2004  | Групповой этап                                                  | 10                                                              | 3                                                               | 1                                                               | 1                                                               | 1                                                               | 2-2                                                             |                                                                 |
| 2008  | Чемпион                                                         | 1                                                               | 6                                                               | 5                                                               | 1                                                               | 0                                                               | 12-3                                                            |                                                                 |
| 2012  | Чемпион                                                         | 1                                                               | 6                                                               | 4                                                               | 2                                                               | 0                                                               | 12-1                                                            |                                                                 |
| 2016  | 1/8 финала                                                      | 10                                                              | 4                                                               | 2                                                               | 0                                                               | 2                                                               | 5-4                                                             |                                                                 |
| 2020  | Полуфинал                                                       | 3                                                               | 6                                                               | 2                                                               | 4                                                               | 0                                                               | 13-6                                                            |                                                                 |
| 2024  | Чемпион                                                         | 1                                                               | 7                                                               | 7                                                               | 0                                                               | 0                                                               | 15-4                                                            |                                                                 |
| Всего | 12/17                                                           | 4 титула                                                        | 53                                                              | 28                                                              | 15                                                              | 10                                                              | 83-46                                                           |                                                                 |

## Текущий состав
Следующие игроки были вызваны в состав сборной главным тренером Луисом де ла Фуэнте Кастильо для участия в матчах финала четырех Лиги наций УЕФА.
Игры и голы приведены по состоянию на 8 июня 2025 года:
|  | Вр  | Унаи Симон          | 11 июня 1997 (28 лет)     | 50 | −46 | Атлетик Бильбао   |  |  |
|  | Вр  | Давид Райя          | 15 сентября 1995 (29 лет) | 11 | −5  | Арсенал           |  |  |
|  | Вр  | Алекс Ремиро        | 24 марта 1995 (30 лет)    | 2  | −1  | Реал Сосьедад     |  |  |
|  |     |                     |                           |    |     |                   |  |  |
|  | Защ | Робен Ле Норман     | 11 ноября 1996 (28 лет)   | 23 | 1   | Атлетико Мадрид   |  |  |
|  | Защ | Марк Кукурелья      | 22 июля 1998 (26 лет)     | 17 | 0   | Челси             |  |  |
|  | Защ | Алехандро Гримальдо | 20 сентября 1995 (29 лет) | 10 | 0   | Байер 04          |  |  |
|  | Защ | Дани Вивиан         | 5 июля 1999 (26 лет)      | 9  | 0   | Атлетик Бильбао   |  |  |
|  | Защ | Педро Порро         | 13 сентября 1999 (25 лет) | 9  | 0   | Тоттенхэм Хотспур |  |  |
|  | Защ | Пау Кубарси         | 22 января 2007 (18 лет)   | 6  | 0   | Барселона         |  |  |
|  | Защ | Оскар Мингеса       | 13 мая 1999 (26 лет)      | 4  | 0   | Сельта            |  |  |
|  | Защ | Дин Хёйсен          | 14 апреля 2005 (20 лет)   | 4  | 0   | Реал Мадрид       |  |  |
|  |     |                     |                           |    |     |                   |  |  |
|  | ПЗ  | Дани Ольмо          | 7 мая 1998 (27 лет)       | 44 | 11  | Барселона         |  |  |
|  | ПЗ  | Иско                | 21 апреля 1992 (33 года)  | 39 | 12  | Реал Бетис        |  |  |
|  | ПЗ  | Фабиан Руис         | 3 апреля 1996 (29 лет)    | 39 | 6   | Пари Сен-Жермен   |  |  |
|  | ПЗ  | Микель Мерино       | 22 июня 1996 (29 лет)     | 35 | 4   | Арсенал           |  |  |
|  | ПЗ  | Педри               | 25 ноября 2002 (22 года)  | 34 | 3   | Барселона         |  |  |
|  | ПЗ  | Гави                | 5 августа 2004 (20 лет)   | 28 | 5   | Барселона         |  |  |
|  | ПЗ  | Мартин Субименди    | 2 февраля 1999 (26 лет)   | 19 | 2   | Реал Сосьедад     |  |  |
|  | ПЗ  | Алекс Баэна         | 20 июля 2001 (23 года)    | 10 | 2   | Вильярреал        |  |  |
|  | ПЗ  | Фермин Лопес        | 25 апреля 2000 (25 лет)   | 2  | 0   | Барселона         |  |  |
|  |     |                     |                           |    |     |                   |  |  |
|  | Нап | Альваро Мората      | 23 октября 1992 (32 года) | 86 | 37  | Галатасарай       |  |  |
|  | Нап | Микель Оярсабаль    | 21 апреля 1997 (28 лет)   | 45 | 16  | Реал Сосьедад     |  |  |
|  | Нап | Нико Уильямс        | 12 июля 2002 (23 года)    | 28 | 6   | Атлетик Бильбао   |  |  |
|  | Нап | Ламин Ямаль         | 13 июля 2007 (18 лет)     | 21 | 6   | Барселона         |  |  |
|  | Нап | Ереми Пино          | 20 октября 2002 (22 года) | 15 | 3   | Вильярреал        |  |  |
|  | Нап | Саму Агехова        | 5 мая 2004 (21 год)       | 2  | 0   | Порту             |  |  |

## Рекордсмены сборной
| Поз. | Игрок              | Матчи | Голы | Период    |
| ---- | ------------------ | ----- | ---- | --------- |
| 1    | Серхио Рамос       | 180   | 23   | 2005—2021 |
| 2    | Икер Касильяс      | 167   | −94  | 2000—2016 |
| 3    | Серхио Бускетс     | 143   | 2    | 2009—2022 |
| 4    | Хави               | 133   | 13   | 2000—2014 |
| 5    | Андрес Иньеста     | 131   | 13   | 2006—2018 |
| 6    | Андони Субисаррета | 126   | −99  | 1985—1998 |
| 7    | Давид Сильва       | 125   | 35   | 2006—2018 |
| 8    | Хаби Алонсо        | 114   | 16   | 2003—2014 |
| 9—10 | Фернандо Торрес    | 110   | 38   | 2003—2014 |
| 9—10 | Сеск Фабрегас      | 110   | 15   | 2006—2016 |

| Поз. | Игрок               | Голы | Матчи | Сред. | Период     |
| ---- | ------------------- | ---- | ----- | ----- | ---------- |
| 1    | Давид Вилья         | 59   | 98    | 0,60  | 2005—2017  |
| 2    | Рауль               | 44   | 102   | 0,43  | 1996—2006  |
| 3    | Фернандо Торрес     | 38   | 110   | 0,35  | 2003—2014  |
| 4    | Альваро Мората      | 37   | 84    | 0,44  | 2014—н. в. |
| 5    | Давид Сильва        | 35   | 125   | 0,28  | 2006—2018  |
| 6    | Фернандо Йерро      | 29   | 89    | 0,33  | 1989—2002  |
| 7    | Фернандо Морьентес  | 27   | 47    | 0,57  | 1998—2007  |
| 8    | Эмилио Бутрагеньо   | 26   | 69    | 0,38  | 1984—1992  |
| 9—10 | Альфредо Ди Стефано | 23   | 31    | 0,74  | 1957—1961  |
| 9—10 | Серхио Рамос        | 23   | 180   | 0,13  | 2005—2021  |

## Форма
Красный цвет стал основным цветом испанской футбольной формы в 1920 году: он не присутствовал в цветах сборной Испании по политическим мотивам только во время Гражданской войны и в первые годы. С 2004 года благодаря цвету формы у сборной появилось официальное прозвище «Ла Роха» (исп. La Roja — «красная»). Его выбрал в качестве цвета формы президент Испанского олимпийского комитета Гонсало де Фигероа-и-Торрес, маркиз де Вильямехор, перед началом Олимпиады в Антверпене. На груди слева был изображён золотой лев: красная форма с золотым львом отражали цвета испанского флага. Похожую форму, но чёрного цвета взяла сборная Бельгии. Выбор герба был не случайным: игры проходили в Антверпене, на исторической территории герцогства Брабант, чьим гербом был золотой лев в чёрном поле (этот же герб был частью герба короля Испании Альфонсо XIII, правившего в 1886—1931 годах) и которое ранее принадлежало Испании. Этот герб был выбран символом всей олимпийской сборной Испании.
Цвета формы изменились в ходе Гражданской войны: красный запретили по политическим мотивам националисты во главе с Франсиско Франко, поскольку этот цвет ассоциировался с республиканцами и всеми коммунистами — их идеологическими противниками. Основными цветом был белый цвет, а на груди изображался символ Испанской фаланги — лук со стрелами. При этом в белой форме испанцы и ранее проводили несколько встреч. После окончания войны доминирующими цветами стали синий и белый, а красный всё ещё оставался под запретом. Газета «Arriba» писала, что игроки сборной должны были выступать в футболках морского цвета с гербом Испании на груди и белых трусах. Только в 1947 году запрет на красную форму был снят: по просьбе генерала Хосе Москардо, курировавшего спорт, красный снова и по настоящее время стал цветом основной формы сборной, а синий и белый — цветами запасной формы.
Представленная в конце 2017 года форма, в которой испанцам предстояло играть на чемпионате мира 2018 года, была подвергнута критике за то, что её цвета — красный, жёлтый и тёмно-синий — слишком сильно напоминали цвета флага Второй Испанской Республики (красный, жёлтый и пурпурный). Королевская испанская федерация футбола и компания-поставщик формы Adidas опровергли утверждения, хотя некоторые из левых политических деятелей приветствовали представление подобного комплекта.

### Домашняя
| 1920-1921 | 1921-1922 | 1922-1924 | 1924      | 1924-1931 | 1931-1934 | 1934      | 1934-1936   | 1936-1939 | 1939-1945 |
| 1945-1947 | 1947-1959 | 1959-1979 | 1979-1981 | 1981-1983 | 1983-1985 | 1985-1987 | 1987-1991   | 1991-1992 | 1992-1993 |
| 1993-1995 | 1995-1997 | 1997-1999 | 1999-2001 | 2001-2003 | 2003-2005 | 2005-2007 | 2007-2009   | 2009      | 2009-2010 |
| 2010-2011 | 2011-2012 | 2012-2013 | 2013      | 2013-2014 | 2015-2017 | 2018      | 2019 - 2021 | 2022      | 2024      |

### Гостевая
| 1983-1985 | 1985-1987 | 1987-1991 (2) | 1987-1991 (3) | 1993-1995 | 1996-1997 | 1998-1999 | 2000-2001 | 2002-2003 | 2004-2005 |
| 2005-2007 | 2007-2009 | 2010-2011     | 2010-2011     | 2011-2013 | 2013-2014 | 2015      | Евро-2016 | 2016-2017 | 2018      |
| 2020-2022 | 2022      | 2024          |               |           |           |           |           |           |           |

### Экипировка
| Годы       | Производитель   |
| ---------- | --------------- |
| 1935—1966  | Deportes Cóndor |
| 1966       | Umbro           |
| 1967—1981  | Deportes Cóndor |
| 1981—1983  | Adidas          |
| 1983—1991  | Le Coq Sportif  |
| 1991—н. в. | Adidas          |